# Andrea Nahrgang

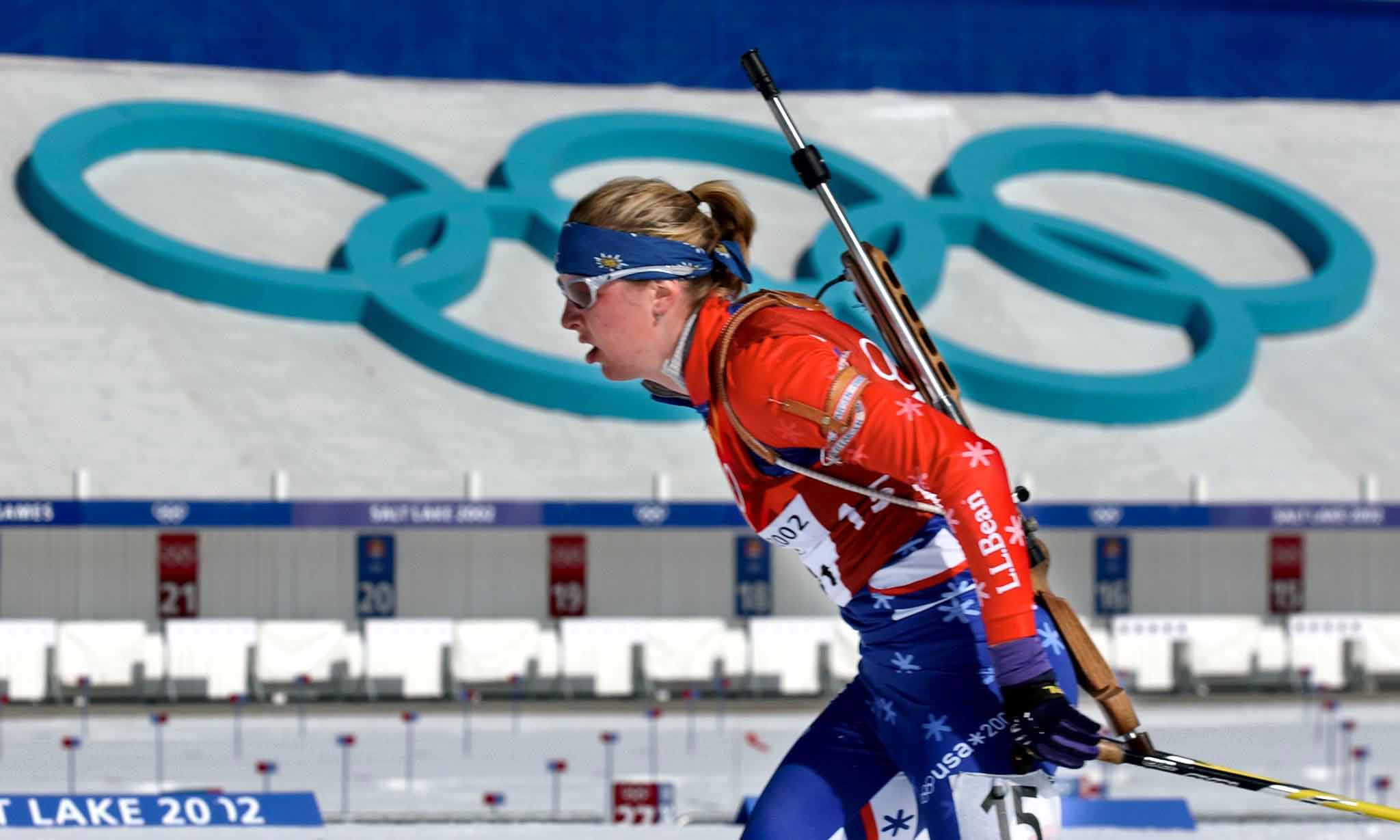
Andrea Nahrgang in der 4 × 7,5-km-Staffel und …

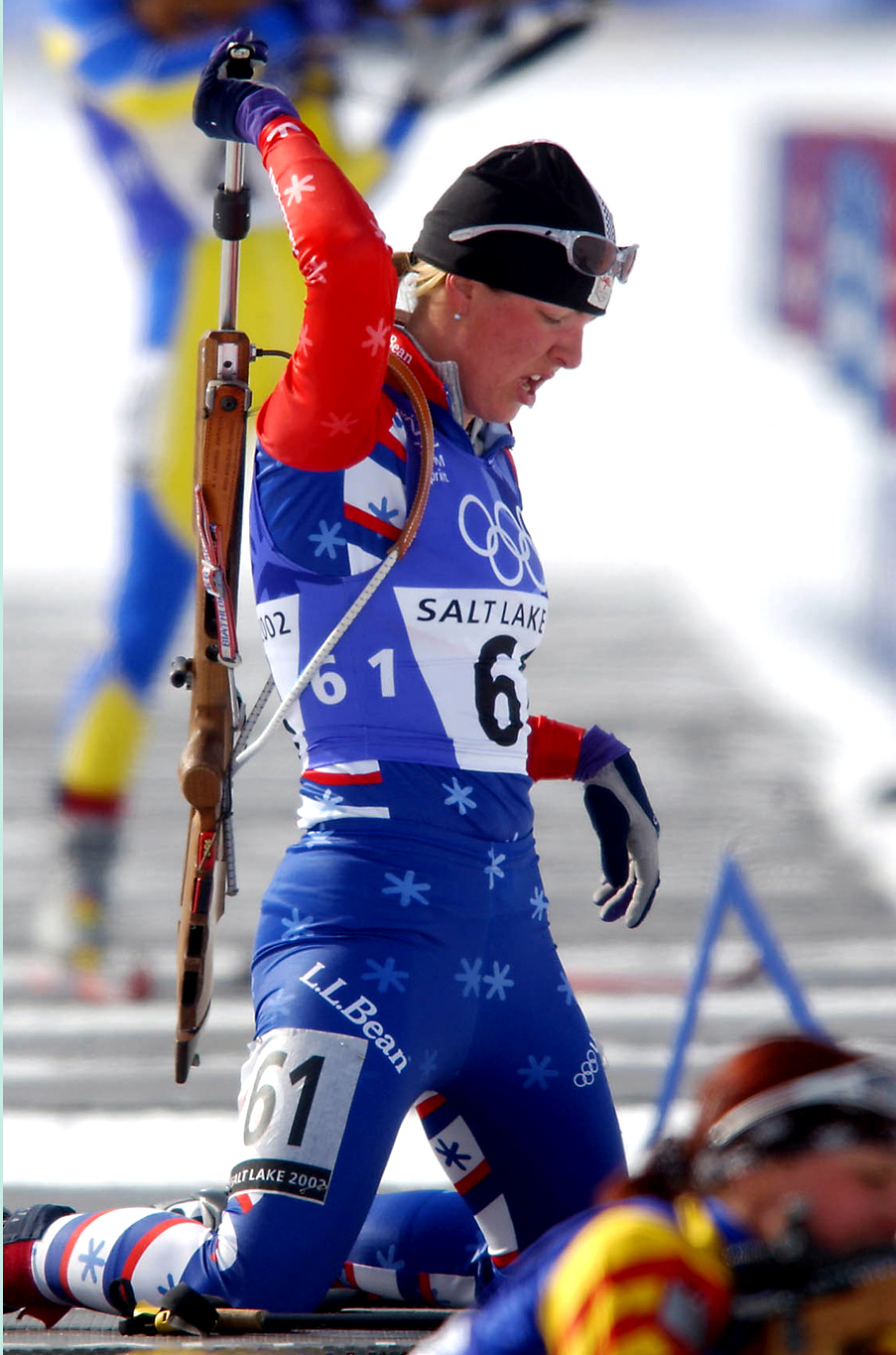
… am Schießstand beim 7,5-km-Sprint der Olympischen Winterspiele 2002 in Salt Lake City

Andrea Nahrgang (* 20. Februar 1978 in Philadelphia) ist eine ehemalige US-amerikanische Biathletin.
Andrea Nahrgang bestritt ihren ersten Biathlonwettkampf 1998 bei den Juniorenweltmeisterschaften. Ein Jahr später konnte sie im Europacup mit der Staffel den zweiten Platz, in der Verfolgung und im Sprint jeweils den fünften und achten Platz erreichen. Ihr Debüt im Biathlon-Weltcup gab sie 2000 mit dem 89. Platz im Sprint von Ruhpolding. Ihre beste Platzierung in einem Weltcuprennen erreichte sie im gleichen Jahr mit einem 36. Platz in der Verfolgung in Antholz-Anterselva. Bei den Olympischen Winterspielen 2002 in Salt Lake City belegte sie über 10 km Verfolgung den 49. Platz, über 7,5 km Sprint den 50. Platz und bei der 4 × 7,5-km-Staffel den 15. und damit letzten Platz. Nach den Winterspielen beendete sie ihre Biathlonkarriere.
Sie ist Tochter des kanadischen NHL-Spielers Jim Nahrgang und Nichte des ebenfalls kanadischen NHL-Spielers Bob Lorimer.

## Bilanz im Biathlon-Weltcup
Die Tabelle zeigt alle Platzierungen (je nach Austragungsjahr einschließlich Olympische Spiele und Weltmeisterschaften).
- 1.–3. Platz: Anzahl der Podiumsplatzierungen
- Top 10: Anzahl der Platzierungen unter den ersten zehn (einschließlich Podium)
- Punkteränge: Anzahl der Platzierungen innerhalb der Punkteränge (einschließlich Podium und Top 10)
- Starts: Anzahl gelaufener Rennen in der jeweiligen Disziplin

| Platzierung | Einzel | Sprint | Verfolgung | Massenstart | Staffel | Gesamt |
| ----------- | ------ | ------ | ---------- | ----------- | ------- | ------ |
| 1. Platz    |        |        |            |             |         |        |
| 2. Platz    |        |        |            |             |         |        |
| 3. Platz    |        |        |            |             |         |        |
| Top 10      |        |        |            |             |         |        |
| Punkteränge |        |        |            |             | 1       | 1      |
| Starts      | 5      | 13     | 5          |             | 3       | 26     |